# Llista d'edificis de São Tomé i Príncipe
Aquesta és una llista d'edificis i estructures de São Tomé i Príncipe:
|  | Nom                                                | Localització                                         | Tipus                 | Data                  | Notes/Referències                                                                         |
|  | -------------------------------------------------- | ---------------------------------------------------- | --------------------- | --------------------- | ----------------------------------------------------------------------------------------- |
|  | Estádio Nacional 12 de Julho                       | 0° 20′ 06″ N, 6° 44′ 15″ E / 0.335083°N,6.7375°E     | Estadi                | Segle XX              | Remodelat en 2002, expandit en 2003, gestionat per la Federação Santomense de Futebol.    |
|  | Estádio 13 de Julho                                |                                                      | Estadi                | Segle XX              | Situat a l'illa de Príncipe, gestionat per la Federação Santomense de Futebol.            |
|  | Banc Internacional de São Tomé i Príncipe          | 0° 20′ 23″ N, 6° 43′ 45″ E / 0.3397669°N,6.7291153°E | Banc                  | Segle XX              | Banco Internacional de Sao Tome e Principe                                                |
|  | Far de Lagoa Azul                                  | 0° 23′ 59″ N, 6° 36′ 17″ E / 0.3997425°N,6.6047207°E | Far                   | 1997                  | Construït com a part d'un projecte per la Marina Portuguesa i impulsat amb energia solar. |
|  | Estádio Me-Zochi                                   |                                                      | Estadi                | Segle XX              | Gestionat per la Federação Santomense de Futebol.                                         |
|  | Assemblea Nacional                                 | 0° 19′ 53″ N, 6° 44′ 26″ E / 0.331389°N,6.740556°E   | Edifici oficial       |                       |                                                                                           |
|  | Biblioteca Nacional de São Tomé i Príncipe         | 0° 20′ 21″ N, 6° 44′ 00″ E / 0.339062°N,6.733215°E   | Biblioteca            | 2002                  |                                                                                           |
|  | Liceu Nacional                                     | 0° 20′ 19″ N, 6° 44′ 26″ E / 0.338611°N,6.740556°E   | Centre educatiu       | Segle XX              |                                                                                           |
|  | Sé Catedral de Nossa Senhora da Graça de São Tomé  | 0° 20′ 18″ N, 6° 43′ 57″ E / 0.338333°N,6.7325°E     | Església              | 1814                  |                                                                                           |
|  | Palau Presidencial de São Tomé i Príncipe          | 0° 20′ 21″ N, 6° 44′ 00″ E / 0.339062°N,6.733215°E   | Edifici governamental | Mitjans del segle XIX | Arquitecte desconegut, renovat en 1954.                                                   |
|  | Aeroport de Príncipe                               | 1° 39′ 46″ N, 7° 24′ 42″ E / 1.662778°N,7.411667°E   | Aeroport              | 1968                  | Renovació completada en 2015.                                                             |
|  | Universitat de São Tomé i Príncipe                 | 0° 19′ 34″ N, 6° 43′ 42″ E / 0.3261039°N,6.7283052°E | Centre educatiu       | 1996                  | Antigament Instituto Superior Politécnico.                                                |
|  | Far de São Sebastião                               | 0° 20′ 00″ N, 6° 44′ 00″ E / 0.333333°N,6.733333°E   | Far                   | 1928                  | Situació adjacent al Museu Nacional d'Història i Art.                                     |
|  | Museu de São Sebastião                             | 0° 20′ 45″ N, 6° 44′ 22″ E / 0.345833°N,6.739444°E   | Museu                 | 1976                  | Situat en el lloc de la primera fortificació a l'illa de São Tomé.                        |
|  | Aeroport Internacional de São Tomé                 | 0° 22′ 41″ N, 6° 42′ 44″ E / 0.378056°N,6.712222°E   | Aeroport              | Segle XX              | Administrat per l'Empresa Nacional de Aeroportos e Segurança Área.                        |
|  | Suprem Tribunal de Justícia de São Tomé i Príncipe | 0° 20′ 23″ N, 6° 44′ 00″ E / 0.339744°N,6.733433°E   | Edifici governamental | 1976                  |                                                                                           |